# フルーム渓谷
フルーム渓谷（英語: Flume Gorge）とは、北アメリカ大陸の南東部のリバティー山の山麓に存在する、花崗岩の岩盤を小川が浸食してできた、小さな渓谷である。

## 概要

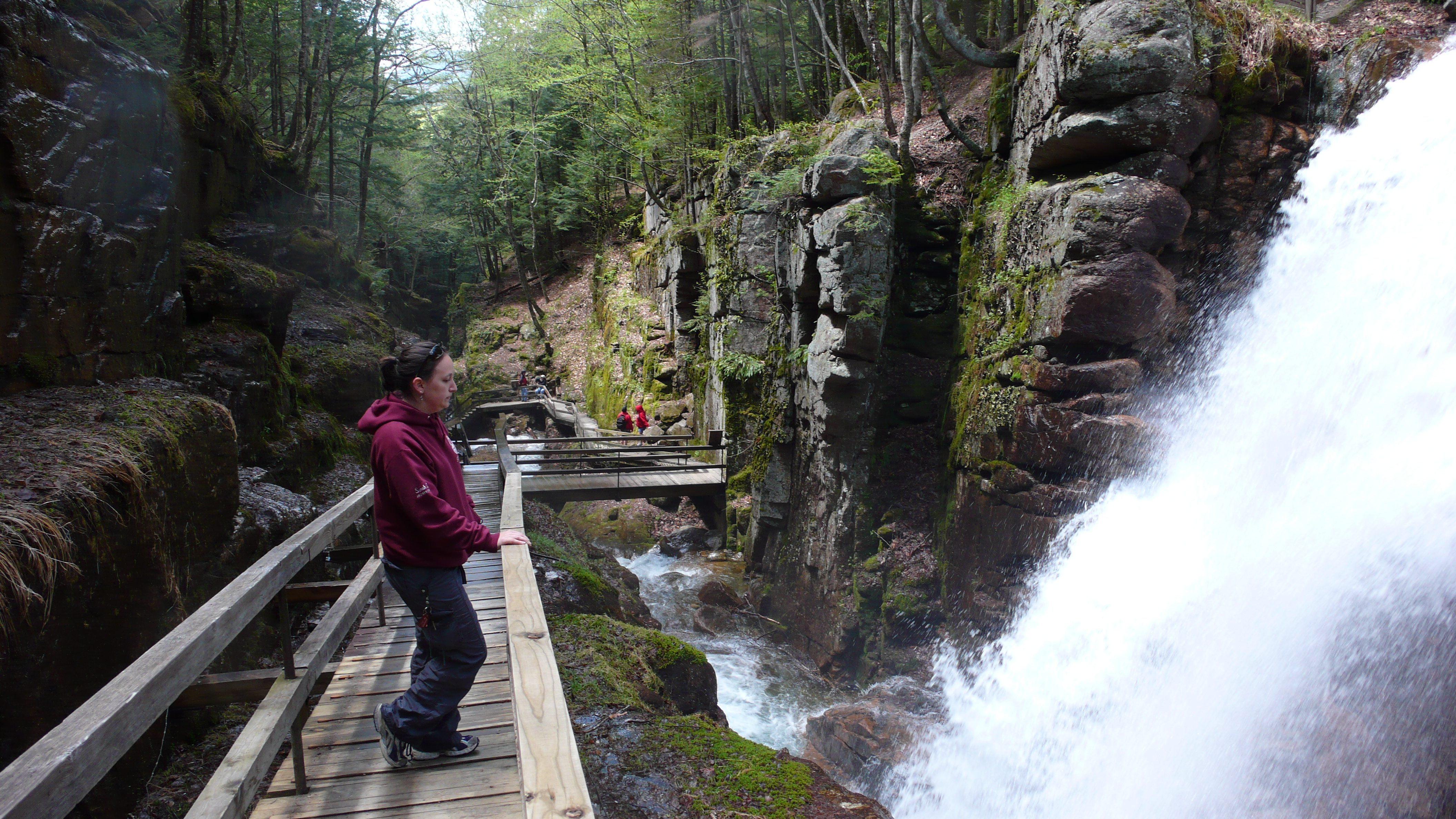
フルーム渓谷の写真。

フルーム渓谷は、アメリカ合衆国のニューハンプシャー州における、観光地の1つとなっている。「gorge」とは、特に「両側の岩壁が絶壁の渓谷」を意味する英語である。その名の通り、このフルーム渓谷は、谷底を流れる小川の両脇に、だいたい20mの高さの花崗岩の崖が存在している。ただし、その規模は小さく、渓谷の長さは約240m程度である。そのようなこともあって、長らく、この渓谷の存在が広く知られていなかったものの、1808年に、当時93歳であったジェスおばあさんによって偶然に見い出され、さらに、その夫も渓谷を見て、夫婦共々渓谷の美しさに心を動かされた。以降、この夫婦はフルーム渓谷の美しさを人々に伝えるようになった。この結果、次第に観光客が訪れるようになり、周辺に道路も整備されていった。現在では、付近にビジターセンターも設置され、また、谷底に遊歩道も整備されていて、毎年5月中旬頃から10月末頃

まで（初夏から晩秋にかけて）所定の料金を支払えば

、この渓谷の中に入って遊歩道を散策することが可能である。なお、フルーム渓谷を訪れるためには、付近の町までバスが運行されてはいるものの

、基本的には自動車を使って近くまで行き、そこからは遊歩道を徒歩で進むのが普通である。